# Hans-Uwe Pilz
Pour les articles homonymes, voir Pilz.
Hans-Uwe Pilz (né le 10 novembre 1958 à Hohenstein-Ernstthal) est un ancien joueur international de football et entraîneur de football allemand. Il a joué à la fois en DDR-Oberliga et en Bundesliga. Il compte 35 sélections avec l'équipe nationale de la RDA. Avec le Dynamo Dresde, il est deux fois champion de la RDA et quatre fois vainqueur de la coupe de RDA.

## Biographie

### En club
Jusqu'en 1973, Hans-Uwe Pilz joue pour la Bertriebsportgemeinschaft (BSG) Motor Hohenstein-Ernstthal. À 15 ans, il arrive au BSG Sachsenring Zwickau, à 20 km de là, dont la première équipe joue en DDR-Oberliga. Dès la saison 1975/76, il joue son premier match avec la deuxième équipe en DDR-Liga. Au cours de la saison suivante, Pilz obtient déjà une place de titulaire dans l'équipe, où il est principalement utilisé comme milieu de terrain dans 20 matchs. Après 13 matches de championnat 1977/78, Pilz est appelé pour 18 mois de service militaire en mai 1978. Fin octobre 1979, il peut poursuivre sa carrière de footballeur au Sachsenring Zwickau et reprend immédiatement une place de titulaire cette fois dans l'Oberliga. Jusqu'à la fin de la première moitié de la saison 1981/82. Après 89 apparitions pour Zwickau (17 buts), il passe au SG Dynamo Dresden. 
Le Dynamo Dresde a auparavant perdu trois joueurs réguliers avec Peter Kotte, Matthias Müller et Gerd Weber, qui sont suspendus après avoir tenté de s'échapper de la RDA. Hans-Uwe Pilz prend la place de Weber au milieu de terrain et dispute douze des treize matchs à la fin de la saison. En 1982, il est également milieu de terrain central lors de la finale de la coupe de RDA, que l'équipe de Dresde remporte après une séance de tirs au but (1-1: 5: 4) contre le BFC Dynamo. Pilz marque le tir au but décisif. Il remporte finalement la coupe trois fois de plus lorsque le Dynamo Dresde triomphe de nouveau du BFC en 1984 et 1985 (2-1, 3-2) et bat le PSV Schwerin 2-1 lors de la dernière finale de la Coupe de RDA en 1990. En 1989 et 1990, Pilz est devient champion de RDA avec Dynamo Dresde. À la fin de la première moitié de la saison 1990/91, il a joué un total de 192 des 234 matches de championnat à Dresde pendant cette période, marquant 31 buts. Il a joué également dans 23 matchs européens (6 buts). De 1988 à 1990, Pilz est le capitaine d'équipe du Dynamo Dresde. 
Avec ses coéquipiers Matthias Döschner et Andreas Trautmann, le joueur de 32 ans passe en 1990 au Fortuna Cologne dans la 2e Bundesliga. Après quelques mois, Pilz, connu par les fans sous le nom de "Champi", revient à Dresde et, avec le club, est  promu en Bundesliga lors de la dernière saison de championnat. Là, il joue jusqu'en 1995, souvent en tant que capitaine, dans 107 rencontres pour le Dynamo. Il revient ensuite au FSV Zwickau où Hans-Uwe Pilz joue 34 matchs de 2e Bundesliga et marque quatre buts. 

### En équipe nationale
Après avoir déménagé de Zwickau à Dresde, Hans-Uwe Pilz est nommé pour la première fois dans l'équipe nationale de la RDA. Il  joué son premier match international le 9 septembre 1982 lors du match amical contre l'Islande contre la RDA (0-1) en tant que milieu de terrain gauche. Au total, il compte 35 sélections, mais ne marque aucun but. Parmi ses matchs internationaix les plus importants, il y a cinq matchs de qualification pour la Coupe du monde et sept pour la Coupe d'Europe. 
À l'automne 1986, à l'âge de 27 ans, Pilz a longtemps dépassé la limite d'âge mais est invité malgré tout à jouer dans deux matches internationaux de l'équipe de jeunes de la RDA pour aider la génération de Ronny Teuber, Markus Wuckel et Heiko Bonan à se qualifier pour le Championnat d'Europe espoirs. Avant cela, le joueur de Dynamo a déjà fait partie de l'équipe olympique de la DFV. Entre mai 1983 et avril 1984, il joue 14 matchs - dont les huit matches (trois buts) dans le cadre de la qualification pour les Jeux de Los Angeles - et marque quatre buts. Malgré un tour éliminatoire réussi, lui et ses coéquipiers n'ont pas pu participer au tournoi olympique de football à l'été 1984 parce que la RDA et d'autres pays du Bloc de l'Est boycotté les compétitions aux États-Unis. 

## Carrière d'entraîneur
Il est entraîneur à deux reprises au FSV Zwickau, du 8 avril au 30 juin 1998 et du 4 septembre 1999 au 15 décembre 1999. 